# Herb gminy Marklowice
Herb gminy Marklowice – jeden z symboli gminy Marklowice.

## Wygląd i symbolika
Herb przedstawia na tarczy koloru błękitnego złotego lwa skierowanego w prawo, wspiętego na tylnych łapach, z otwartą paszczą i wysuniętym językiem oraz uniesionym ogonem.